# Буйон, Франсис
Франси́с Буйо́н (фр. Francis Bouillon; р. 17 октября 1975, Нью-Йорк, США) — бывший американский хоккеист. Играл на позиции защитника. Завершил карьеру игрока в 2015 году. Обладатель Кубка Шпенглера в 2014 году в составе клуба «Женева-Серветт».
На драфте НХЛ не выбирался. 28 июня 1998 года как свободный агент подписал контракт с «Монреаль Канадиенс». 4 октября 2002 года приобретён с драфта отказов командой «Нэшвилл Предаторз». 25 октября 2002 года был возвращён в «Монреаль Канадиенс».

## Статистика
```
                                            
                                            --- Regular Season ---  ---- Playoffs ----
Season   Team                        Lge    GP    G    A  Pts  PIM  GP   G   A Pts PIM
--------------------------------------------------------------------------------------
1991-92  Montreal-Bourassa           QMAAA  42    2    5    7   48   9   1   0   1   6
1992-93  Laval Titan                 QMJHL  46    0    7    7   45  --  --  --  --  --
1993-94  Laval Titan                 QMJHL  68    3   15   18  129  19   2   9  11  48
1994-95  Laval Titan College Franc   QMJHL  72    8   25   33  115  20   3  11  14  21
1995-96  Granby Predateurs           QMJHL  68   11   35   46  156  21   2  12  14  30
1996-97  Wheeling Nailers            ECHL   69   10   32   42   77   3   0   2   2  10
1997-98  Quebec Rafales              IHL    71    8   27   35   76  --  --  --  --  --
1998-99  Fredericton Canadiens       AHL    79   19   36   55  174   5   2   1   3   0
1999-00  Montreal Canadiens          NHL    74    3   13   16   38  --  --  --  --  --
2000-01  Quebec Citadelles           AHL     4    0    0    0    0  --  --  --  --  --
2000-01  Montreal Canadiens          NHL    29    0    6    6   26  --  --  --  --  --
2001-02  Quebec Citadelles           AHL    38    8   14   22   30  --  --  --  --  --
2001-02  Montreal Canadiens          NHL    28    0    5    5   33  --  --  --  --  --
2002-03  Nashville Predators         NHL     4    0    0    0    2  --  --  --  --  --
2002-03  Hamilton Bulldogs           AHL    29    1   12   13   31  --  --  --  --  --
2002-03  Montreal Canadiens          NHL    20    3    1    4    2  --  --  --  --  --
2003-04  Montreal Canadiens          NHL    73    2   16   18   70  11   0   0   0   7
2004-05  Leksands IF                 Swe-1  21    6   12   18   34
2005-06  Montreal Canadiens          NHL    67    3   19   22   34   6   1   2   3  10
2006-07  Montreal Canadiens          NHL    62    3   11   14   52  --  --  --  --  --
2007-08  Montreal Canadiens          NHL    74    2    6    8   61   7   1   2   3   4
2008-09  Montreal Canadiens          NHL    54    5    4    9   53   1   0   0   0   0
2009-10  Montreal Canadiens          NHL    81    3    8   11   50   6   0   0   0   6
2010-11  Montreal Canadiens          NHL    44    1    9   10   27  --  --  --  --  --
---------------------------------------------------------------------------------------
         NHL Totals                        610   25   98  123  448  31   2   4   6  27

```